# East Brunton
East Brunton var en civil parish från 1866 till 1955 då den blev en del av Hazlerigg, i grevskapet Northumberland (nu Tyne and Wear), i England. Denna civil parish hade 1 098 invånare år 1951.